# نهر كامو
نهر كامو (باليابانية: 鴨川 كامو غاوا) هو نهر في كيوتو، اليابان. يبلغ طوله 31 كيلومتر وهو رافد لنهر يودو.
ينبع النهر من جبل ساجيكيغاتاكه في شمال كيوتو ويمر عبر مركز مدينة كيوتو وثم يتلاقى مع نهر كاتسورا في فوشيمي. النهر مصدر جذب سياحي على ضفافه خاصة شرف المطاعم والمقاهي.